# Kelly Sue DeConnick
Kelly Sue DeConnick (Ohio, 15 de juliol de 1970) és una escriptora de comic book, editora i adaptadora a l'anglès de manga estatunidenca. Actualment escriu les sèries Pretty Deadly i Bitch Planet per l'editorial Image Comics.

## Biografia
Kelly Sue DeConnick va créixer en diverses bases de les Forces Aèries dels Estats Units, interessant-se per primer cop en els còmics i el feminisme a través de la seva mare.
La primera publicació de Kelly Sue DeConnick va ser una història de cinc pàgines de la sèrie CSI: Crime Scene Investigations – Dominos número #5 (desembre de 2004). També va escriure una sèrie limitada de'Osborn, el 2011, amb dibuixos d'Emma Ríos. Va ser nominada als Premis Eisner com a millor escriptora, el 2014, per la seva sèrie Pretty Deadly, un altre projecte que va crear amb Emma Rios.
DeConnick està casada amb el també escriptor de còmics Matt Fraction, amb qui ha tingut dis fills, Henry Leo i Tallulah Louise. El maig de 2016 va explicar que s'estava recuperant d'alcoholisme, portant ja setze anys sense beure alcohol.

### Escriptora

#### Image Comics
- 24Seven Volume 1 (novel·la gràfica, amb altres artistes, tpb, 225 pàgines, agost de 2006, ISBN 1-58240-636-7)
- 24Seven Volume 2 (novel·la gràfica, amb altres artistes, tpb, 240 pàgines, agost de 2007, ISBN 1-58240-846-7)
- Comic Book Tattoo Tales Inspired by Tori Amos (novel·la gràfica, amb altres artistes, hc, 480 pàgines, juliol de 2008, ISBN 1-58240-965-X)
- Pretty Deadly (amb Emma Ríos, octubre de 2013–present)
  - Volume 1: The Shrike #1–5 (tpb, 120 pàgines, 2014, ISBN 1-60706-962-8)
  - Volume 2: The Bear #6–10 (tpb, 152 pàgines, 2016, ISBN 1-63215-694-6)
- Bitch Planet (amb Valentine De Landro, desembre de 2014–present)
  - Volume 1: Extraordinary Machine #1–6 (tpb, 136 pàgines, 2015, ISBN 1-63215-366-1)

#### IDW Publishing
- 30 Days of Night: Eben & Stella (sèrie limitada) (maig de 2007 – agost de 2007)
  - 30 Days of Night: Eben & Stella Volume 7 (tpb, 104 pàgines, 2007, ISBN 1-60010-107-0) recull:
    - "Eben And Stella" (amb Steve Niles i Justin Randall, a #1–4, 2007)

#### Marvel Comics
- Sif, one-shot, "I am the Lady Sif" (amb Ryan Stegman, abril de 2010) a la col·lecció Thor: Latverian Prometheus (tpb, 112 pàgines, 2010, ISBN 0-7851-4372-6)
- Rescue, one-shot, "Rescue Me" (amb Andrea Mutti, maig de 2010)
- Enter the Heroic Age, one-shot, "Coppelia" (amb Jamie McKelvie, maig de 2010)
- Girl Comics vol. 2 No. 3, "Chaos Theory" (amb Adriana Melo, juliol de 2010)
- Age of Heroes No. 3, "Girls' Night On" (amb Brad Walker, juliol de 2010, tpb, 104 pàgines, 2011, ISBN 0-78514-724-1)
- Osborn (sèrie limitada) (novembre de 2010 – abril de 2011):
  - Osborn: Evil Incarcerated (tpb, 120 pàgines, 2011, ISBN 0-78515-175-3) recull:
    - "Osborn" (amb Emma Ríos i Becky Cloonan, a #1–5, 2010)
- Captain America and The Secret Avengers, one-shot, "All the Pretty Monsters" (amb Greg Tocchini, març de 2011)
- Spider-Island: I Love New York City, one-shot, "Spider-Mom" (amb Chuck BB, setembre de 2011) recollit a Spider-Island Companion (tpb, 360 pàgines, 2012, ISBN 0-78516-229-1)
- Castle: Richard Castle's Deadly Storm (novel·la gràfica, amb Brian Michael Bendis i Lan Medina, hc, 112 pàgines, setembre de 2011, ISBN 0-7851-5327-6)
- Avenging Spider-Man (juliol de 2012 – agost de 2012):
  - The Good, the Green and the Ugly (tpb, 112 pàgines, 2012, ISBN 0-78515-780-8) recull:
    - "Wadjetmacallit?!" (escrit per Kathryn Immonen i dibuixat per Stuart Immonen, a No. 7, 2012
    - "Untitled" (amb Terry Dodson, a #9–10, 2012)
    - "Untitled" (escrit per Kevin Shinik i dibuixat per Aaron Kuder, a #12–13, 2012)
- Captain Marvel vol. 7 (juliol de 2012 – novembre de 2013)
  - Volume 1: In Pursuit of Flight (tpb, 136 pàgines, 2013, ISBN 0-78516-549-5) recull:
    - "Untitled" (amb Dexter Soy, Richard Elson, Karl Kesel, Al Barrionuevo i Emma Ríos, a #1–6, 2012)

  - Volume 2: Down (tpb, 136 pàgines, 2013, ISBN 0-78516-550-9) recull:
    - "Untitled" (amb Christopher Sebela, Dexter Soy i Filipe Andrade, a #7–12, 2012–2013)

  - Avengers: The Enemy Within (tpb, 152 pàgines, 2013, ISBN 0-78518-403-1) recull:
    - "The Enemy Within" (amb Scott Hepburn, Matteo Buffagni i Gerardo Sandoval, a #13–14, Avengers: The Enemy Within #1, Avengers Assemble vol. 2 #16–17, 2013)
    - "Untitled" (amb Filipe Andrade, a #17, 2013)

  - "Kiss Today Goodbye" (amb Jen Van Meter i Patrick Oliffe, a #15–16, 2013, recollit a Infinity Companion, hc, 688 pàgines, 2014, ISBN 0-78518-886-X)
- Castle: Richard Castle's Storm Season (novel·la gràfica, amb Brian Michael Bendis i Emanuela Lupacchino, hc, 112 pàgines, octubre de 2012, ISBN 0-7851-6482-0)
- Avengers Assemble (novembre de 2012 – març de 2014)
  - Science Bros (tpb, 144 pàgines, 2013, ISBN 0-78516-797-8) recull:
    - "Untitled" (amb Stefano Caselli i Pete Woods, a #9–13, 2012–2013)
    - "Company Man" (escrit per Christos Gage i dibuixat per Tomm Coker, Mike Mayhew, Mike Deodato i Luke Ross, a Annual No. 1, 2013)

  - Avengers: The Enemy Within (tpb, 152 pàgines, 2013, ISBN 0-78518-403-1) recull:
    - "The Enemy Within" (amb Scott Hepburn, Matteo Buffagni i Gerardo Sandoval, a #16–17, Avengers: The Enemy Within #1, Captain Marvel vol. 7 #13–14, 2013)

  - "Infinity" (amb Barry Kitson i Jen Van Meter, a #18–19, 2013, recollit a Infinity Companion, hc, 688 pàgines, 2014, ISBN 0-78518-886-X)
  - The Forgeries of Jealousy (tpb, 112 pàgines, 2014, ISBN 0-78516-798-6) recull:
    - "Untitled" (amb Matteo Buffagni, Warren Ellis, Paco Díaz, Neil Edwards i Raffaele Ienco, a #21–25, 2013–2014)
- Captain Marvel vol. 8 (març de 2014 – maig de 2015)
  - Volume 1: Higher, Further, Faster, More (tpb, 136 pàgines, 2014, ISBN 0-78519-013-9) recull:
    - "Higher, Further, Faster, More." (with David López, a #1–6, 2014)

  - Volume 2: Stay Fly (tpb, 120 pàgines, 2015, ISBN 0-7851-9014-7) recull:
    - "Release the Flerken" (amb Marcio Takara, a #7–8, 2014)
    - "Lila Cheney's Fantabulous Technicolor Rock Opera" (amb David López, a No. 9, 2014)
    - "A Christmas Carol" (amb David López, Marcio Takara i Laura Braga, a #10–11, 2014–2015)

  - Volume 3: Alis Volat Propriis (tpb, 96 pàgines, 2015, ISBN 0-78519-841-5) recull:
    - "The 7 Seconds Before You Die" (amb Warren Ellis i David López, a #12–13, 2015)
    - "The Black Vortex: Chapter 11" (amb David López, a #14, 2015)
    - "The Next Right Thing" (amb David López, a #15, 2015)
- Captain Marvel & the Carol Corps (sèrie limitada amb Kelly Thompson, David López, Laura Braga i Paolo Pantalena, juny-setembre de 2015, recollit a Captain Marvel and the Carol Corps, tpb, 120 pàgines, ISBN 0-78519-865-2, 2015)

#### BOOM! Studios
- CBGB No. 4 (amb Chuck BB, October 2010) recollit a CBGB (tpb, 112 pàgines, 2010, ISBN 1-60886-024-8)

#### DC Comics
- Supergirl vol. 5 #65–67, "This Is Not My Life" (amb ChrisCross, juny–agost de 2011)
- The Witching Hour No. 1, "Legs" (amb Ming Doyle, desembre de 2013)
- Adventures of Superman vol. 2 No. 17, "Mystery Box" (amb Valentine De Landro, novembre de 2014)
- Wonder Woman Historia: The Amazons - Coming August 2018

#### Dark Horse Comics
- Ghost vol. 3 (setembre de 2012 – març de 2013)
  - In the Smoke and Din (tpb, 136 pàgines, 2013, ISBN 1-6165-5121-6) recull:
    - "Resurrection Mary" (amb Phil Noto, a No. 0, 2012)
    - "In the Smoke and Din" (amb Phil Noto, a #1–4, 2012–2013)
- Ghost vol. 4 #1–4 (desembre de 2013 – juny de 2014)
- Prometheus: Fire and Stone – Omega, one-shot (amb Agustin Alessio, febrer de 2015) recollit a Prometheus: The Complete Fire and Stone (hc, 480 pàgines, 2015, ISBN 1-6165-5772-9)

### Editora
- Killing Demons (2003) novel·la gràfica

### Adaptacions manga
- Black Cat Vol. 1–20
- Blue Spring
- B.O.D.Y. Vol. 1–4
- Demon Diary Vol. 1–7
- Descendants of Darkness Vol. 1–3
- Despotic Lover Vol. 1–4
- Doubt!! Vol. 1–6
- Fruits Basket Vol. 1–3
- Girl Got Game Vol. 1–10
- Kare First Love Vol. 1–10
- MeruPuri Vol. 1–4
- Nightmare Inspector Vol. 1
- Portus
- Ral (Omega) Grad Vol. 1
- Sensual Phrase Vol. 1–18
- Sexy Voice and Robo
- Slam Dunk Vol. 1–16